# 1-溴十二烷
1-溴十二烷是一种卤代烃，化学式为C12H25Br，可用于合成新洁尔灭等化学品。

## 制备
1-溴十二烷可由十二醇在硫酸的存在下和氢溴酸反应得到：
CH3(CH2)11OH  +  HBr   →   CH3(CH2)11Br  +  H2O
溴化钾可代替氢溴酸进行反应。